# 帕特农神庙的山形墙浮雕

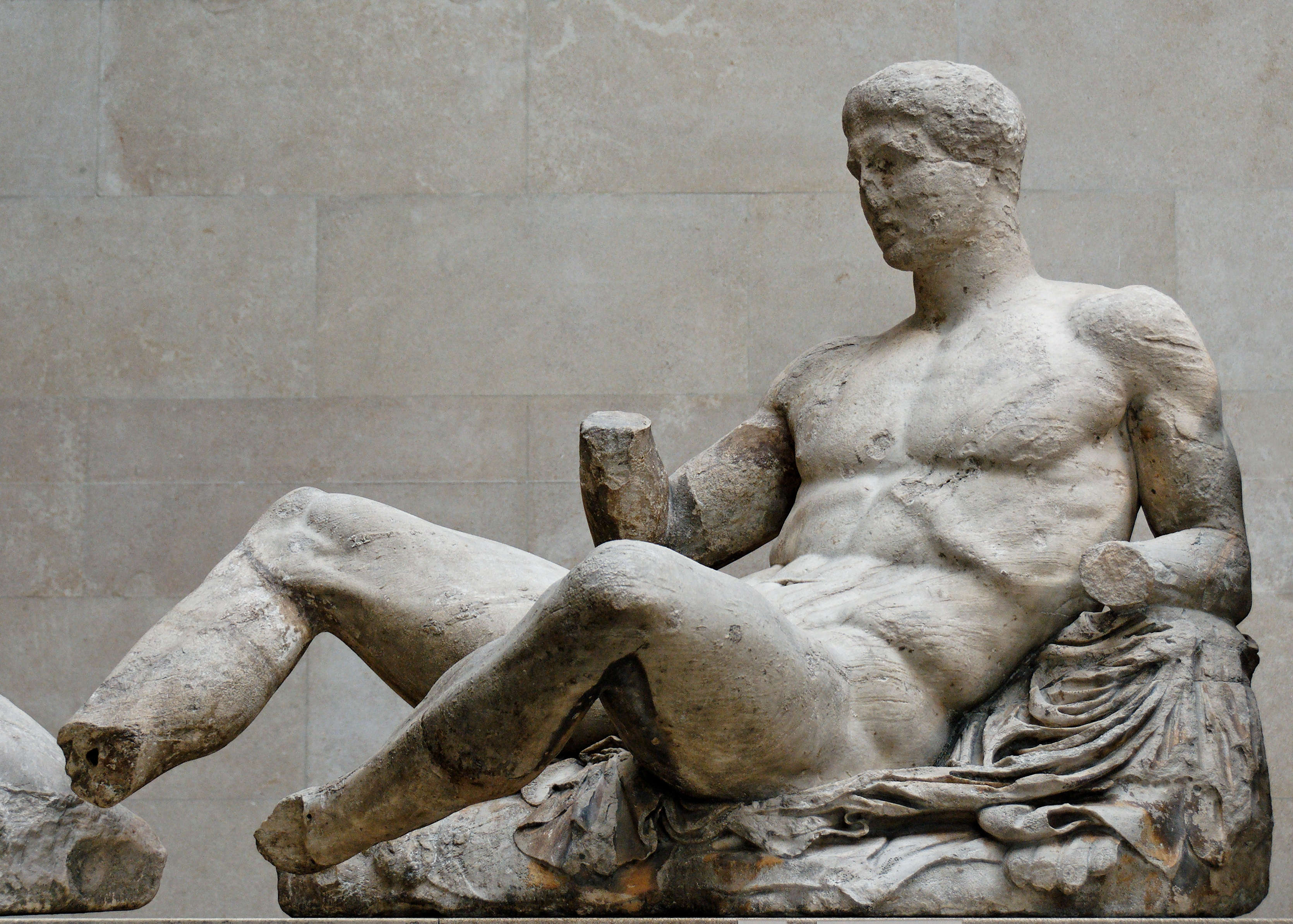
东侧三角楣饰的狄俄尼索斯雕像

帕台农神庙的三角楣饰是两组（大约五十尊）用潘泰利克大理石雕刻而成的雕像，最初位于雅典卫城上帕台农神庙的东、西立面的山形墙(Pedimental sculpture)上。这些雕像可能由多位艺术家创作，其中包括阿戈拉克里图斯。主建筑师可能是菲迪亚斯。这些雕像可能在公元前432年被安装到位，当时是在地面上雕刻而成的。 
希腊地理学家保萨尼亚斯 (地理学家)描述了它们的主题：东侧的浮雕叙述的是雅典娜的诞生，而西侧的浮雕叙述的是她与波塞冬争夺成为雅典守护神的纠纷一事。
这些三角楣饰受到了时间和军事冲突的严重损害。被认为是古典雕塑的原型，甚至是理想之美的化身，其中几尊雕像在十九世纪初被埃尔金勋爵第七代額爾金伯爵湯瑪斯·布魯斯的代理人从建筑物上移走，并运送到伦敦的大英博物馆。一些雕像和许多碎片保存在雅典的卫城博物馆中。帕台农神庙的其他雕塑群，包括较小规模的浮雕，有帕台农神庙的横梁(Metopes of the Parthenon)和帕台农神庙的楣带(Parthenon Frieze)。

## 建造

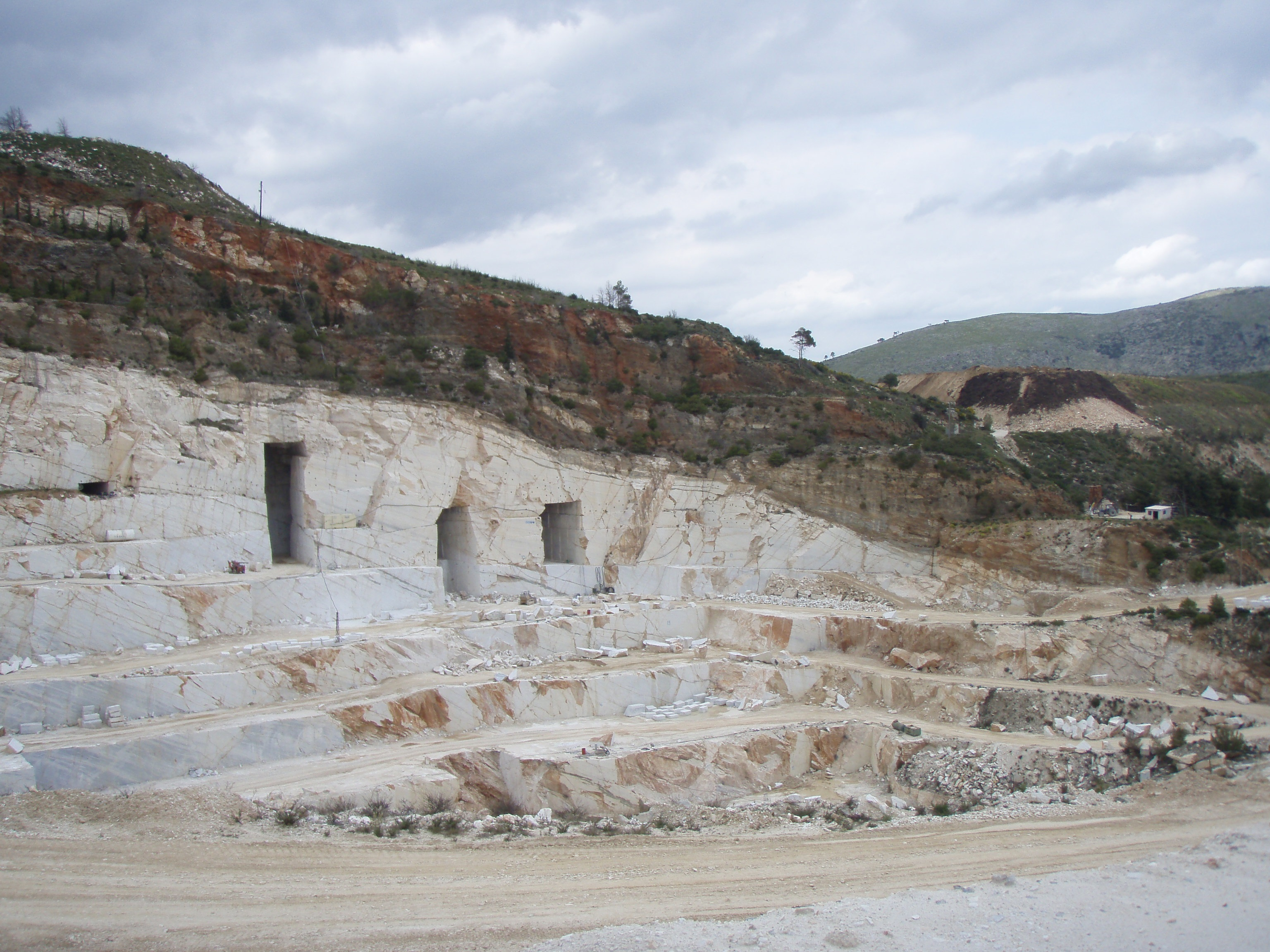
彭代利山上的现代化采石场

关于帕台农神庙建造的记载使我们得以了解，用于山形墙的大理石开始于公元前439–438年从彭代利山的采石场中开采；雕刻工作在次年开始。

 
这些记载还显示，挖掘和运输费用是按年计算的。这可能意味着每年都会使用不同的采石场，以获得尽可能高质量的大理石。
最后一次在采石场购买大理石的记录是在公元前434年。
按照建筑物建设的逻辑，山形墙的雕塑应该几乎在最后阶段, 也就是在屋顶安装之前被进行安装，而这个具体的时间可能是在公元前432年。

自从1871年阿道夫·迈克尔斯(Adolf Michaelis),命名标注以来，这些雕像从左到右都被赋予一个字母：西侧山形墙中的雕塑被英语字母分别由A到W标注，东侧山形墙从的雕塑被英语字母分别从A到P标注。每一个字母从左到右分别对应每一座/片雕像。
保萨尼亚斯 (地理学家)在过去的作品中, 经常会提供他描述的作品的作者信息。

然而，他没有提供帕台农神庙山形墙的“作者”信息。
这可能是因为每个山形墙的单独部分都有单独的主建筑师。
由于雕塑场所的规模巨大, 其由约五十尊雕像在半打年内完成，有多位艺术家参与其中几乎是公认的事实，这从风格和技术的差异中便可见一斑。正因如此, 西侧山形墙相比东侧山形墙看起来更为精致、更“人工化”,也几乎接近风格主义。如同上述, 很可能每尊雕像或一组雕像都有一位专门的艺术家负责。

公元前434–433年的记载表明，这些雕塑家们获得了16,392希腊德拉克马的报酬。然而，这个数目很难被确定为工程的总工资还是仅当年的工资。作为比较，埃皮达鲁斯的阿斯克勒皮奥斯神庙(Asclepieion)的每个（规模远小得多的）山形墙的总成本是3,010希腊德拉克马。1953年，罗伯特·斯宾塞·斯坦尼尔（Robert Spenser Stanier）提出了一个估算，即山形墙和顶饰（acroterions）的费用为17希腊才琴(Attic talent)

由大英博物馆所作的山形雕横切图

这些雕像是古希腊时代制作的最大的山形墙雕像，几乎所有的雕像都是由一整块石头雕刻而成。

此外，它们是立体雕刻的。

 
尽管后侧是隐藏的，但是雕塑的前面和后面都被同样细致地对待。

有可能它们在等待安装到帕台农神庙上时，曾在现场被“展示”。艺术家们因此可能选择完全完成它们。然而，完成度取决于不同的雕像，因此也取决于不同的雕塑家。在一些雕像上，从地面看不见的细节被留作未完成，而在其他雕像上则不是这样。

此外，还需要对一些雕像的背面（例如西侧A号雕塑）进行平整，以使它们适应指定的位置。

山形墙角落的深长方形凹槽可能表明这些地方曾有一种起重机类型的机制用于安装雕像。

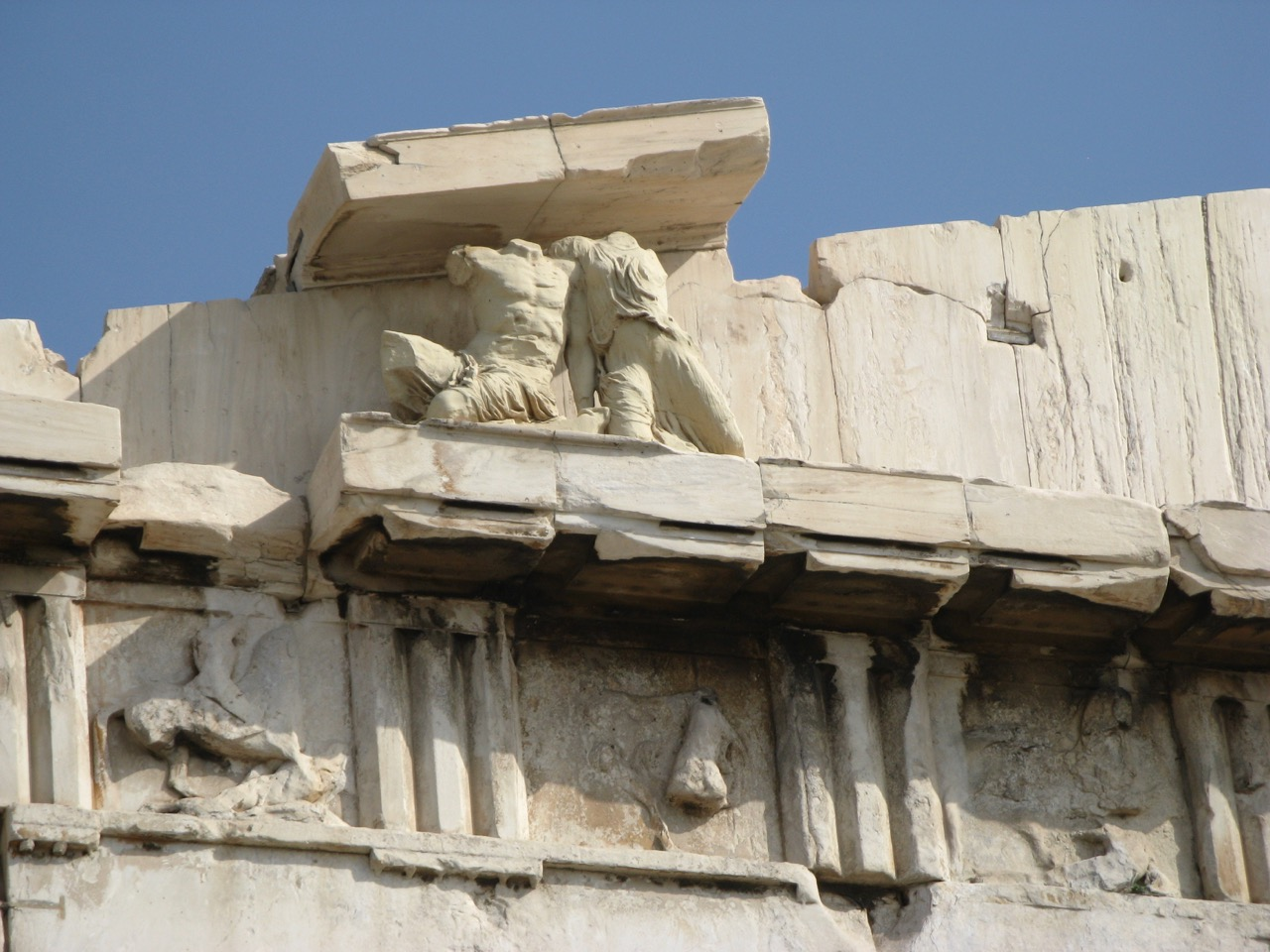
西侧的三连梁(Triglyph)和排档间饰

在多立克柱式之上(三连梁(Triglyph)
和排档间饰)，是由二十五块大理石组成的悬挑式水平檐口。排列整齐的檐口上方装饰有彩绘的挂檐(Sima (architecture))
, 其具体装饰内容为棕榈叶和金色莲花。因此，这里形成了一个长28.35米、中心处高3.428米或3.47米、深0.90米的长方形空间。所有的雕像都安装在突出悬挑70厘米的水平檐口上，放置在基座或铺设床上。为了安装G号雕像，不得不挖掘檐口。

由于在时间上奥林匹亚宙斯神庙的山形墙的完成大约比帕台农神庙早二十年，这似乎对帕台农神庙的山形墙的设计有着重要的影响。尺寸相对相当：奥林匹亚的高度为3.44米，深度为1米。为了使它们更易于观察，由于视角的原因，一些雕像向外倾斜，就像在奥林匹亚一样，有时高出空地达30厘米。即使是坐着的雕像，它们的脚也从边缘突出。在雅典和奥林匹亚，雕像在水平檐口上的固定系统（销钉和尖钉）几乎是相同的。然而，对于最重的（位于中心的）雕像，帕台农的雕塑家不得不进行创新。他们用铁支撑固定，一端插入雕像的基座，另一端深入水平檐口和山形墙。这些“L”形支撑使雕像的重量在檐口上形成悬臂。

## 描述
帕台农神庙的山形墙包括了许多雕像。西侧的山形墙比东侧的稍微多一些。 在波西尼亚斯对雅典卫城的描述中，有一句话提到了选定的主题：西侧是描绘雅典娜和波塞冬为了争夺阿提卡而发生的争执，东侧是雅典娜的诞生。
 
这是古代文献中唯一提到帕台农神庙装饰的记载。此外，这位旅行者除了一般的主题之外没有给出任何细节，不同是的,他对奥林匹亚的宙斯神庙的山形墙进行了非常精确的描述。也许他认为位于伯罗奔尼撒的泛希腊圣地(Panhellenic sanctuary)比帕台农神庙更为重要，后者也许只是太过“具有地方性”，或者仅仅是被雅典化的。

雕像的数量和非常精确的神话主题使伯纳德·阿什莫尔(Bernard Ashmole)
 
不禁质疑，当代人是否真正能够识别出所有的角色。

### 西侧的山墙饰

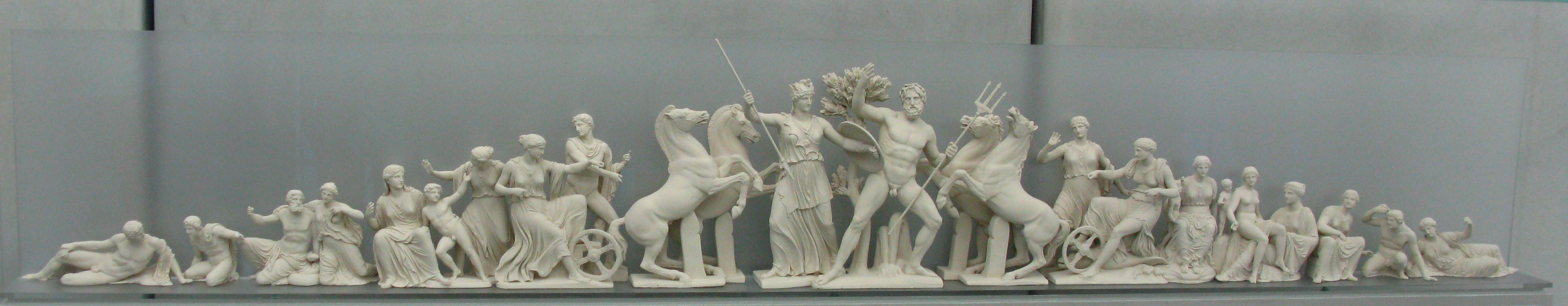
被提议后重建的雅典卫城博物馆所保存的的西侧山墙。

在西侧的“次要”立面上，展现的是雅典娜与波塞冬为了雅典和阿提卡而发生的争执一事，以及处女女神的胜利，这是当地的重要神话之一。

两位神祇为这一地区的主权进行争夺，决定献上最美丽的礼物以求胜出。海神用他的三叉戟一击，在卫城上涌出一股咸水泉（或湖）。而处女女神则用矛头令第一棵橄榄树出现。关于裁判的身份，各种资料并没有达成一致。但在最终，雅典娜和她的橄榄树赢得了胜利。

 
这个故事最早由赫罗多德（Herodotus，VIII, 55）叙述。此前，这个神话鲜有描绘：构思整体设计的艺术家以及雕塑家们拥有完全的创作自由。
在西侧雕刻的居中部分，两位神祇（雅典娜在左边，位置为 西侧L号；波塞冬在右边，位置为西侧M号）将他们二位隔开的可能是雅典娜的橄榄树或者是宙斯的闪电。

在这个山形墙上描绘宙斯介入这场争执可能是这一主题的首次出现。后来，它出现在保存在佩拉考古博物馆的一个公元前五世纪末的花瓶上，以及在文献中。

实际上,  我们很难确定两位神祇的礼物是如何被展示的：是从他们武器（雅典娜的长矛和波塞冬的三叉戟）的尖端冒出，还是位于山形墙中央的橄榄树，雅典娜的神圣蛇则缠绕其中。 看似波塞冬的躯干曾被用作装饰古雅典阿哥拉奥德翁(Odeon of Agrippa)的特里同的模型。

神祇之间激烈对峙的暴力可以从紧张的身体中读出，这些身体像是在向后退缩，就像几年前献给卫城的著名雕塑组合“雅典娜和马尔萨斯”（Athena and Marsyas）中一样。

 
这一动作也让人想起了南侧横梁XXVII的动作。

接下来是双轮战车(Biga (chariot))及其女性车手。胜利女神(位置在西侧G号）尼刻驾驶着雅典娜的战车，但这座雕像已经完全消失了。安菲特里忒（位置在西侧O）是海神的常驻车手：在归因于卡雷（Carrey）的绘图中，她因脚下的海蛇
 
而可辨认，但在其他艺术作品中也发现了她担任这一职责，也许还出现在东侧的某一个横梁上。

 安菲特里忒穿着一件佩普洛斯(Peplos)，腰间系着一条非常高的宽腰带，就在胸部下方。这件衣服在左侧是敞开的，随风飘动，露出了腿。

腾空的马匹使得檐口间的空间得以理想地被利用。

车手旁边是信使神：赫耳墨斯（位置在西侧H号）站在雅典娜和胜利女神的一侧；而鸢尾花（位置在西侧N）则在另一侧。

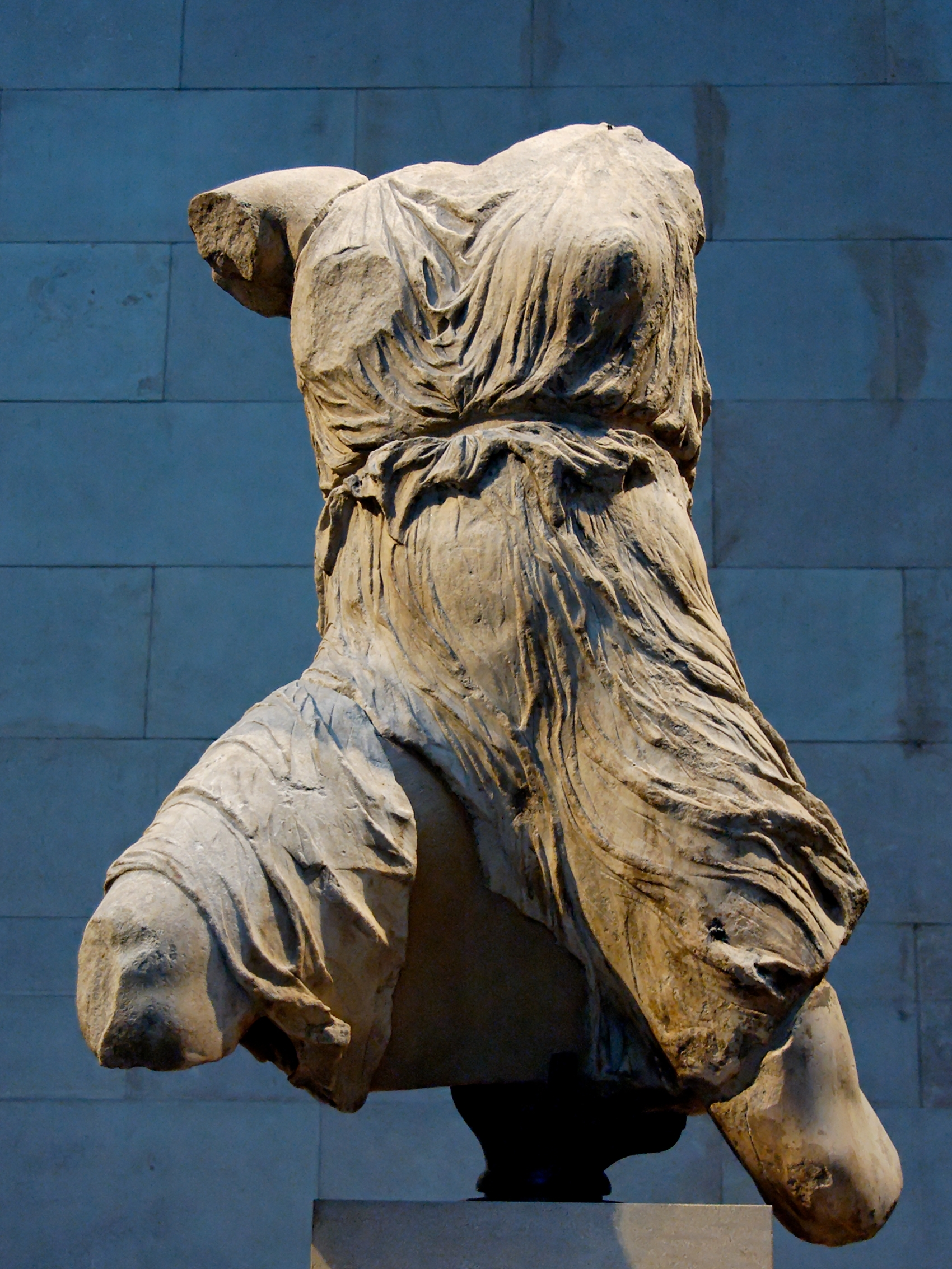
鸢尾花西侧N号。

赫尔墨斯（Hermes）的头部在1674年（卡雷对此雕塑的的绘图制作时间）和1749年（理查德·道尔顿<Richard Dalton(librarian)>对此雕塑的的绘图制作时间）之间消失了。通过肩胛骨处的方形孔，鸢尾花的胸像被确认，这些孔原本是用来固定她的翅膀的。她穿着一件短袍，风吹贴在她身体的形状上，可以在多个褶皱中看出。这件短袍由一个细腰带固定，该腰带是用青铜制成的，现已丢失。

在这个大型的中央群体之后，紧张氛围减轻，雕像的姿势也更为平和。

在左侧有来自阿提卡神话的各种角色，其身份仍在讨论之中。由于山形墙的总体主题是一个纯粹的地方神话，人们通常推测应该有雅典英雄被描绘。西侧的D、E和F雕像已经消失。西侧的B和C群体已经非常破损。蛇的碎片（一条蛇或男性雕像的尾巴）暗示这可能是刻克罗普斯和他的女儿潘多罗苏斯(Pandrosus)。

在右侧，两名坐着的女性抱着孩子：西侧的Q抱着两个婴儿（西侧的P和R），可能是埃雷克特修斯(Erechtheus)的女儿奥里提亚(Orithyia)，抱着她和北风神玻瑞阿斯兄弟(波瑞亞斯兄弟)泽泰斯（Zetes）和卡莱斯（Calais）。西侧T号雕像膝上有一个年纪较大的孩子（西侧S号）。西侧的U号和V号雕像已经严重破损和残缺，但看起来并没有组成一个群体。

左边第一个人物是男性（西侧A号），右边最后一个人物是女性（西侧W号），它们是对左侧的第一个男性雕像（西侧A号）和右侧的最后一个女性雕像（西侧W号）是对称的。通过与奥林匹亚山形墙的类比，确定了河流神祇的身份：左侧是伊利索斯（Ilissos）或者刻费斯，右侧可能是卡利罗厄(Callirhoe (mythology))

 
伊利索斯的雕像在解剖细节和动作方面质量非常高：它似乎是在转向中央场景时从地面上挤出来的。

这个山形墙的构图受到了奥林匹亚东侧山形墙的启发。简单的“观众”雕像坐在外部，然后是河神的构想也是从伯罗奔尼撒的圣地借鉴而来的。
 
西侧的B、C、L、Q号雕像和可能的W号雕像已经被复制和改编，用于装饰厄琉斯斯神庙（Eleusis，规模小于帕台农神庙）的一个山形墙，该神庙完成于二世纪，为了描绘珀耳塞福涅（Persephone）而被拐走。

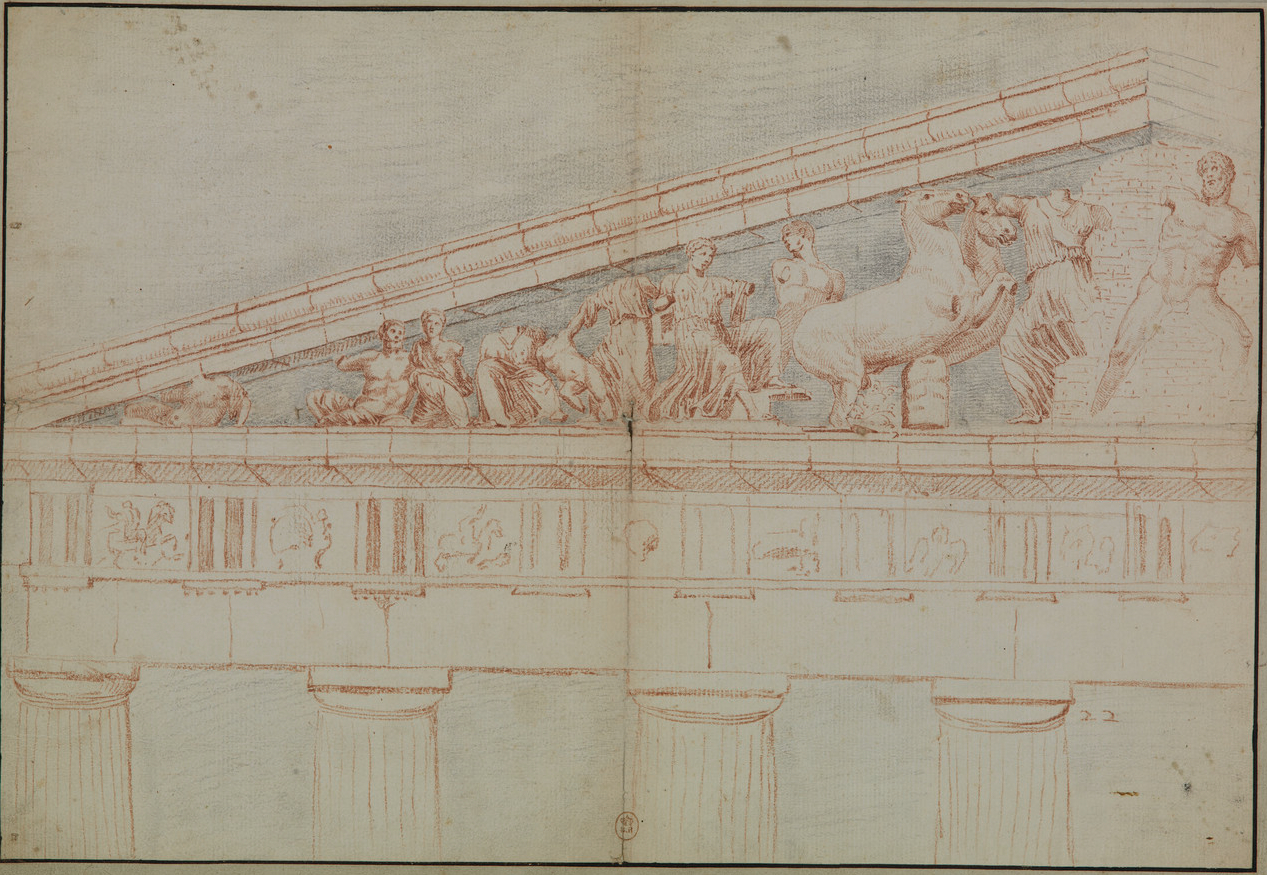
由雅克·凯利(Jacques Carrey)所绘制的西侧山形墙的北侧部分
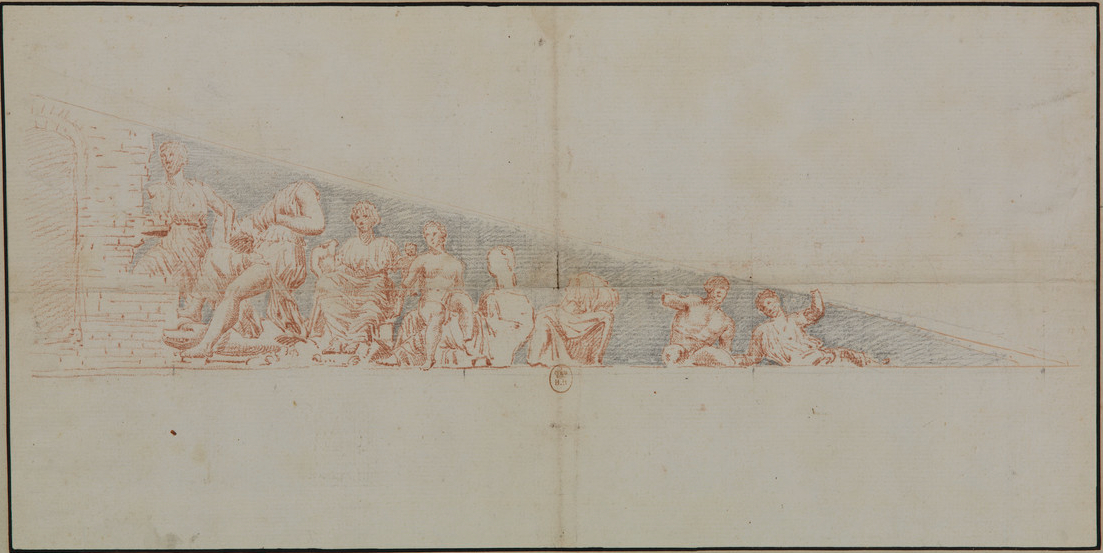
由雅克·凯利(Jacques Carrey)所绘制的西侧山形墙的南侧部分

### 东侧山墙饰

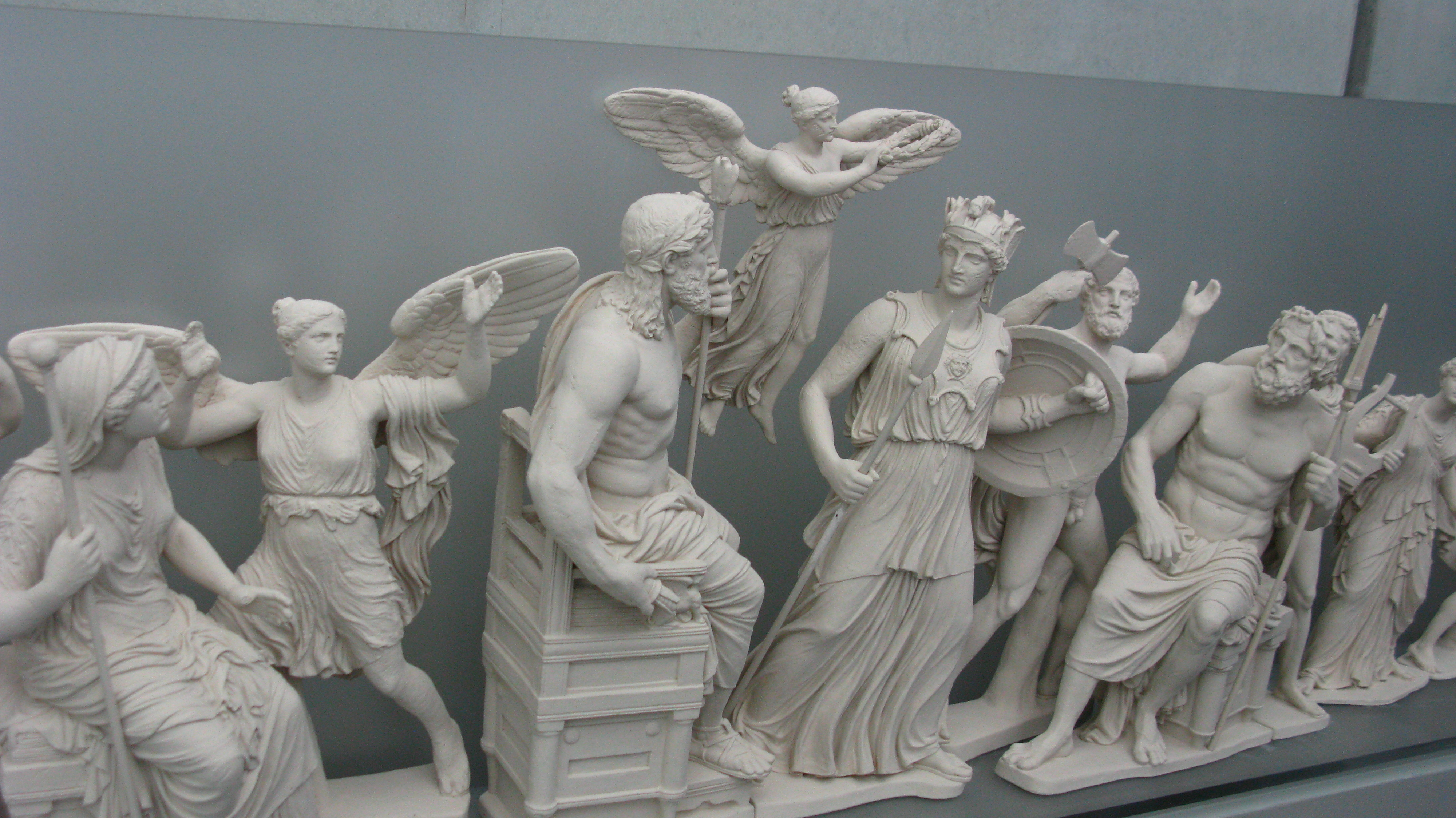
提议重建雅典卫城博物馆的东山墙饰。

最神圣的立面上的东方山墙让人想起雅典娜在其他诸神面前的诞生，这一主题已东侧的山形墙位于最神圣的立面上，描绘了雅典娜在其他诸神面前的诞生，这一主题已经在陶器装饰中得到了发展，但在雕塑中尚未出现。
 然而，我们对它知之甚少，因为它在帕台农神庙在七或八世纪被改造为教堂时就已经消失了。

中央应该是坐着的宙斯，他的脚下有一只鹰(Eagle of Zeus)

}
事实上，还保留有三个非常重的雕像的大型金属支架的痕迹：当时的宙斯是坐着的，不管是在他的宝座上还是在奥林匹斯山顶的岩石上。在他附近应该有雅典娜，当然还有赫拉，显然还有赫淮斯托斯或者普罗米修斯和厄勒梯亚。

其他雕像识别不清。

雅典卫城博物馆保留的各种碎片很可能来自这个山形墙。所谓的“韦格纳披肩女”（由碎片MAcr 6711和MAcr 6712组成）可能是赫拉。同样地，躯干碎片MAcr 880可能对应于雕像是东侧H号雕像，可能是赫菲斯托斯或卡斯托尔耳和波鲁克斯中的一名(卡斯托耳和波鲁克斯) 
此外，两侧新的刀片保留槽再次暗示这可能是一个非常重的雕像，也许是一辆双轮战车，即使这里战车的存在没有叙事合理性；此外，战车出现在角落。

这些重型雕像可能是狄俄斯库里的马匹，正如布林克曼和科赫-布林克曼所提出的。另外，保存在西班牙国立考古博物馆的一世纪罗马井Puteal de la Moncloa)的装饰描绘了命运三女神（摩伊赖）

的存在。因为它似乎很大程度上受到帕台农山形墙的影响，这些神祇也可能出席雅典娜的诞生。

除了中央的动作之外，山形墙上的其他神祇似乎只是“出席”。  
南侧的左端保存得最好。一个站立的女性雕像（东侧G号）走离她正在观看的中央动作。她穿着一件披肩长袍，并走向另外两个女性雕像（东侧E和F号），她们坐在放在箱子上的折叠布料上, 尽管这一细节只能从背面看到。

提出的解释是这可能是得墨忒耳和她的女儿珀耳塞福涅。在她们的左边，一个男性雕像（东侧D号）背对着她们躺在一块岩石上。这可能是狄俄倪索斯或者一个指示地点的神祇。

他非常健壮，两腿分开。如果这是年轻的狄俄倪索斯，那么他也出现在山形墙的东侧，这可能是这位神祇在表现形式上的首次变化。他之前通常被描绘为一个粗鲁的老人，这一年轻而动荡的版本随后在图像中占据了主导地位。这位神祇似乎是在向从山形墙末端升起的赫利俄斯的战车致敬。

北侧的右端只保留了一个由三名女性（东侧K、L和M号雕塑）组成的群体。雕塑家的作品质量非常高，主要体现在衣物的垂感中。这通常被是阿戈拉克里图斯的作品。东侧K号雕塑面向前方。东侧M随意地躺在她的邻居东侧L身上。这个三人组还没有被识别。然而，在东侧K和M上看到的衣服滑落微妙地露出肩膀的图案(Chiton (garment))，也出现在被认为是潘多罗苏斯(Pandrosus)的西侧C号雕塑和东侧山形墙上阿耳忒弥斯的表现上。这种感性的姿势也可能被归因于阿佛洛狄忒。

布林克曼和科赫-布林克曼认为，东侧K、L和M号雕塑展示了两位荷莱和通常被称为阿提卡的地方。
在最后，月亮或夜晚的战车似乎通过山形墙的底部降下。

据报道，雅典娜诞生的神话是由保萨尼亚斯（Pausanias）创作的，在赫菲斯泰翁附近的当代阁楼神庙的东山墙饰中也有重复。 

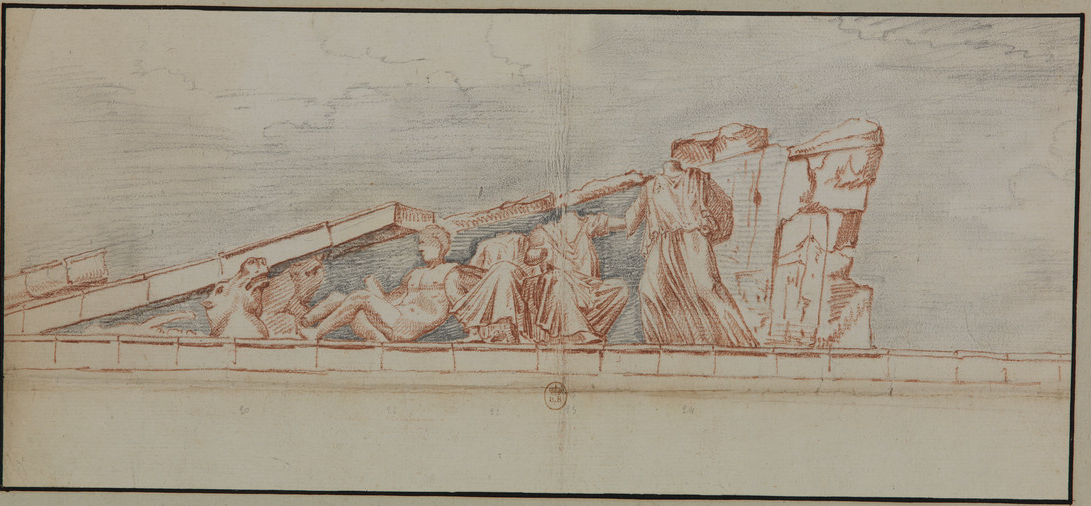
由雅克·凯利(Jacques Carrey)所绘制的东侧山形墙的南侧部分
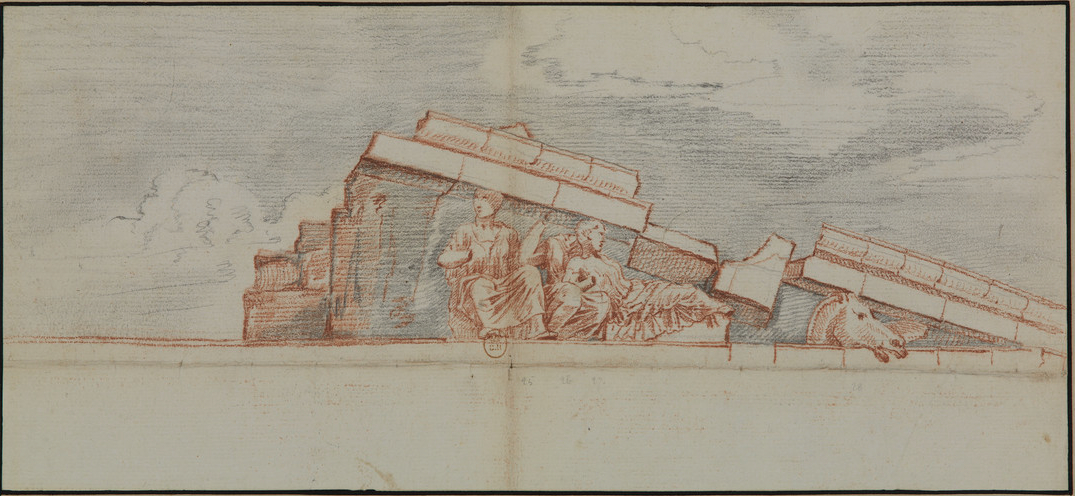
由雅克·凯利(Jacques Carrey)所绘制的西侧山形墙的北侧部分

## 历史

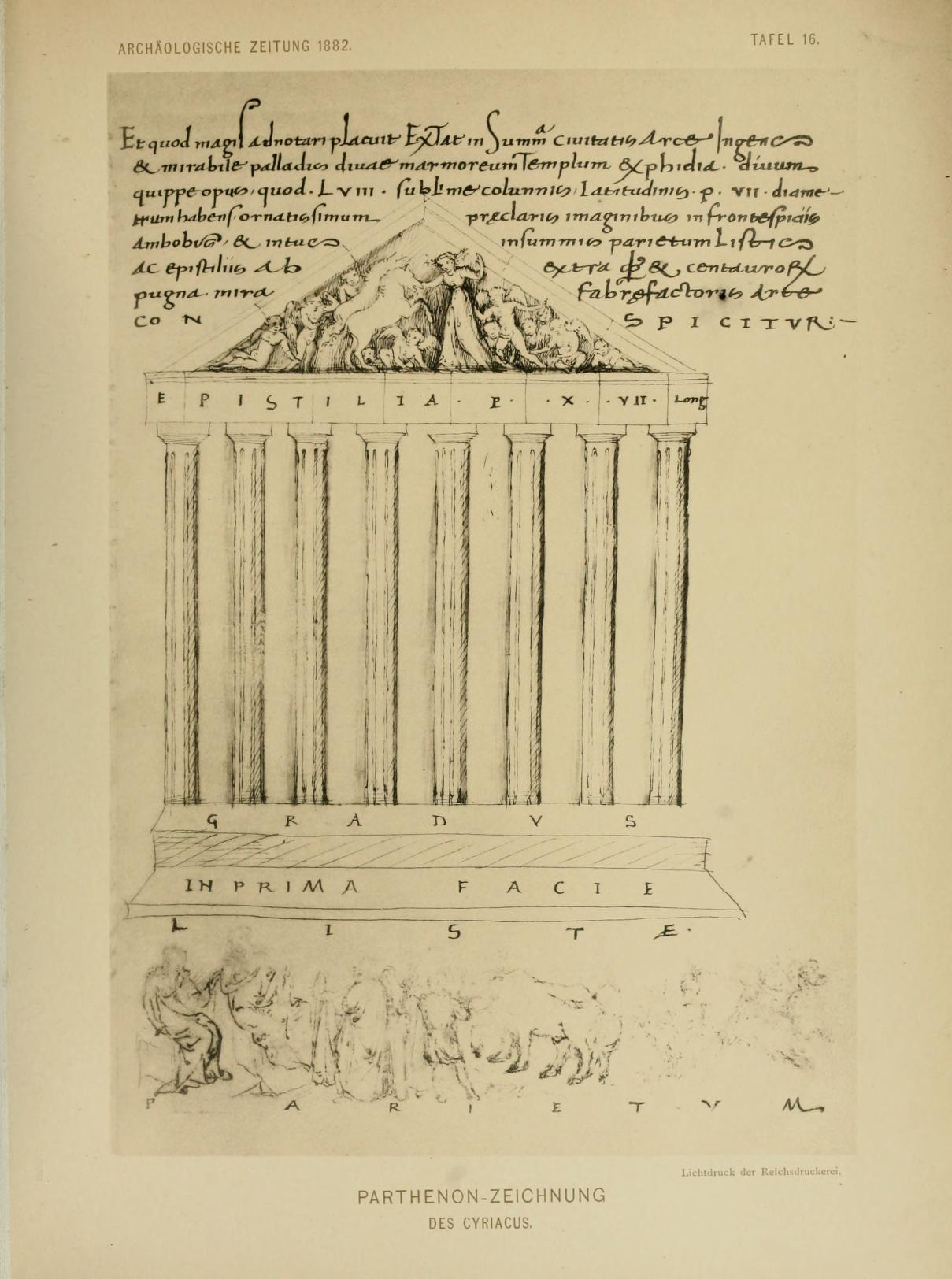
安科纳的西里亚库斯(Cyriacus of Ancona)于 1436 年所绘制的并不完全准确的北侧山形墙

东部山形墙的第 19 块水平檐口在罗马时代遭到损坏和修复，但没有证据表明对雕像进行过修复工作。 

在六世纪或七世纪的某个时候，帕特农神庙改建为教堂时，东部山墙中央的雕像被拆除，以便为后殿让路。 

十五世纪上半叶，西里亚克·德安科纳(Cyriacus of Ancona)在一次访问雅典期间画了其中一个山形墙，可能是西方的山形墙。他只代表一辆马车，可能是雅典娜的马车：波塞冬的马车可能已经消失了，这份作品中的他的后续命运未知。在1674年，一位在法国驻奥斯曼帝国大使(Charles Marie François Olier, marquis de Nointel)进行服务的艺术家，很可能是雅克·凯利(Jacques Carrey)，对两个山形墙进行了相当准确的彩色绘图。在这些绘图中，西侧山形墙已经缺少了海洋之神的战车和几个头部，包括雅典娜的头。这个山形墙已经非常受损。

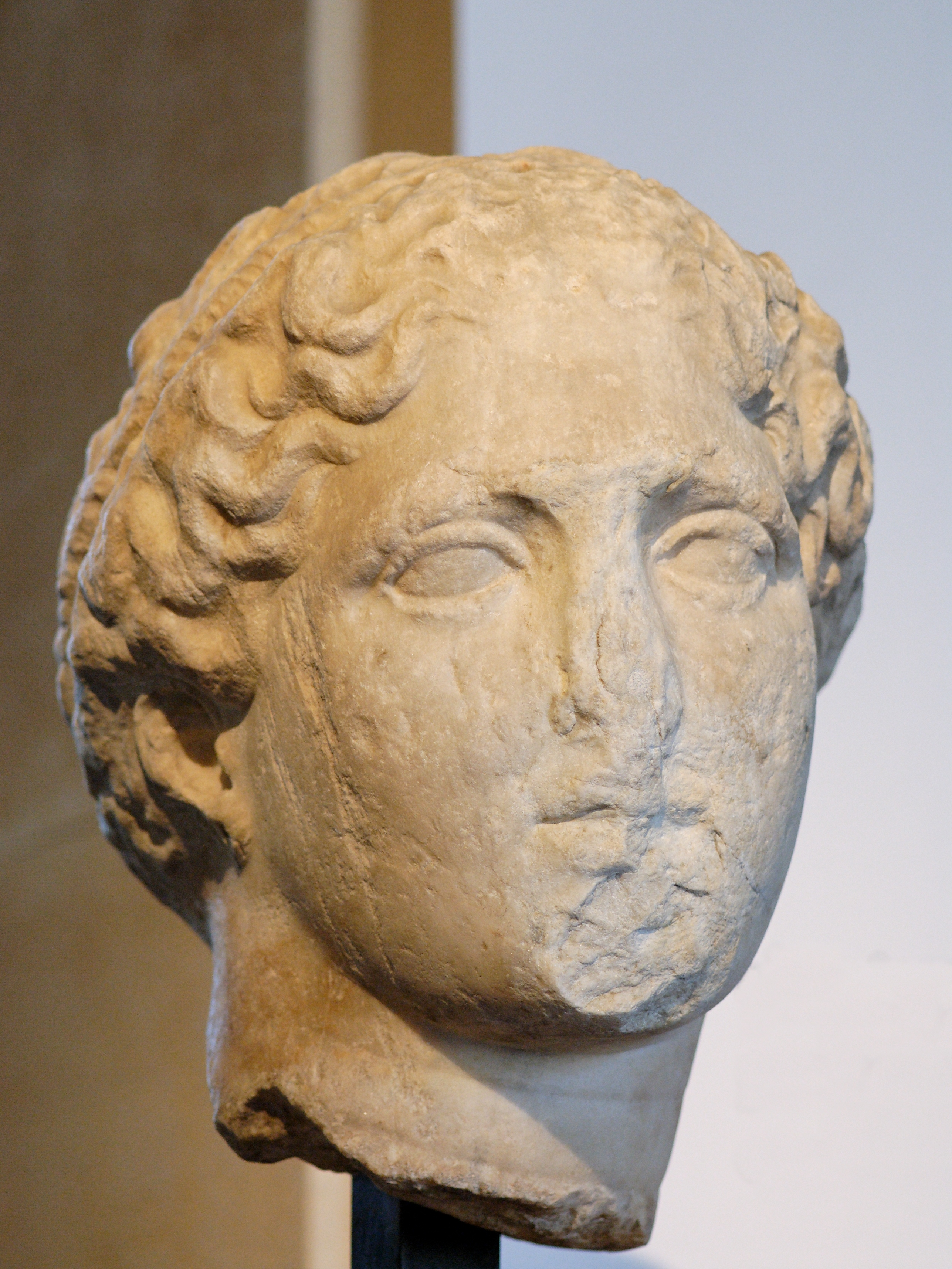
“韦伯-拉博德头”，西山墙，约。公元前 447–433 年；卢浮宫

1687年9月26日，在由弗朗西斯科·莫罗西尼(Francesco Morosini)指挥的威尼斯人围攻雅典期间(Morean War)
，存储于在帕特农神庙内的火药设备发生爆炸，严重损坏了山形墙和帕特农神庙。爆炸导致一些雕像倒塌损毁，相当一部分雕像失去平衡，极有可能会掉下来。威尼斯参议院随后命令莫罗西尼将“被认为是最重要和最精致的艺术品”带回到塞雷尼西玛（Serenissima，威尼斯的别名）。

  
于是莫罗西尼将军决定从西侧山形墙上取走一些雕塑，这其中取走的部分可能包含了雅典娜的左翼战车。然而，他的手下设备不足，雕像在1688年初由于保护不当在运输的途中跌落。最终只有一个女性的头（Weber-Laborde头）被成功无损的运输到了威尼斯。同样地，雅典娜战车上其中一匹马的头部被送到了梵蒂冈。

其他碎片的命运各不相同：一些被用作在雅典卫城上建造房屋的建筑材料；其他一些则被在壮游

途经雅典的欧洲收藏家购买。由希腊国家在1830年代和1840年代组织的考古挖掘发现了许多碎片。

随着19世纪学术兴趣的增加，一些德国学者开始产生误解，尽管两个山形墙的图纸都存在。詹姆斯“雅典人”斯图亚特(James "Athenian" Stuart)和尼古拉斯·雷维特(Nicholas Revett)在他们的《雅典古迹》（The Antiquities of Athens，1794年）第二卷中讨论了帕台农神庙在雅典山形墙上的雕塑。随后，路德维希·罗斯(Ludwig Ross)在他的《Das Theseion und der Tempel des Arcs》（1852年）中辩称，这些雕塑存在于帕台农神庙的东侧和西侧山形墙上。弗朗西斯·彭罗斯(Francis Penrose)在他的《雅典建筑原理》（Principles of Athenian Architecture，1851年）中提供了西侧山形墙上有雕塑存在的证据。这使阿道夫·勃特歇尔(Adolf Bötticher)在《阿克罗波利斯的调查》（Untersuchungen auf der Akropolis，1863年）中推测，只有西侧山形墙具有这一特征。然而，随着科尔内利乌斯·古尔利特(Cornelius Gurlitt (art historian))和恩斯特·齐勒(Ernst Ziller))在1873年出版的《Attische Bauwerke:I, Theseion》之后，帕台农神庙的两个山形墙上都普遍接受存在有山形墙建筑。
西侧B和C号雕塑群体非常受损，因为它一直留在帕台农神庙上直到1977年，西侧W号女性雕像也是如此。西侧B和C群没有被19世纪初由埃尔金勋爵（Lord Elgin）的代理人带走，因为他们认为这是我们时代最初几个世纪的修复，用一尊雕像向皇帝哈德良和他的妻子萨宾娜（Sabine）致敬，取代了原来的群体。这一错误的假设是在17世纪末由雅各布·斯彭(Jacob Spon, 1678年）和乔治·惠勒(George Wheler (travel writer), 1682年）

的旅行叙述中提出的。赫利俄斯战车的马头，即东侧C，于1988年从帕台农神庙上被移除。
Parthenon in 1988.

## 保护
两座山墙饰有大约五十尊雕像。只有东侧的狄奥尼索斯（Dionysus）一人保住了他的头。所有其他人都消失或分散在欧洲各地。
这些有幸被保留下来的雕像保存在大英博物馆、雅典卫城博物馆和卢浮宫博物馆（例如上述的韦伯-拉波尔德头）。 
西侧山形墙的大部分遗迹都保存在大英博物馆中。雅典娜、波塞冬、安菲特里忒、赫尔墨斯和伊里斯（西侧L、M、O、H和N）的半身像（非常受损）得以保存。尽管赫利俄斯群体和伊里斯在1939年英国博物馆的Duveen清洗中受到损害（清洗去除了他们历史表面的一部分并破坏了残留的颜料），但总体而言，与山墙浮雕和檐口相比，山形墙幸免于清洗。

另一方面，处女女神的头盔的一块碎片和海神胸前的碎片则保存在雅典卫城博物馆内，与波塞冬妻子脚下的海蛇的碎片一同保存。

山形墙的雕像被认为是古典雕塑的原型。 